# Tritoniella belli
Tritoniella belli is een slakkensoort uit de familie van de Tritoniidae. De wetenschappelijke naam van de soort is voor het eerst geldig gepubliceerd in 1907 door Eliot.